# Kocia łapka
Kocia łapka (tyt. oryg. Catspaw) – powieść science fiction autorstwa amerykańskiej pisarki Joan D. Vinge, druga część cyklu o Kocie. Powieść ta ukazała się w 1988 r., polskie wydanie, w tłumaczeniu Kingi Dobrowolskiej, wydało wydawnictwo Prószyński i S-ka w 1998 r. Pozostałe części trylogii: Psychotronik oraz Deszcz snów.

## Fabuła
Akcja Kociej łapki rozgrywa się kilka lat po wydarzeniach z Psychotronika. Kot dzięki pieniądzom otrzymanym od FKT, zaczyna studia na Latającym Uniwersytecie. Niestety, takie studia kosztują swoje i Kotu powoli zaczyna brakować pieniędzy. Czeka go zatem kolejna przygoda. Tym razem na Ziemi.

## Ważniejsze postacie
- Kot – pół człowiek, pół Hydranin, psychotronik o zdolnościach telepatycznych, które zostały zablokowane, kiedy musiał zabić człowieka; student Latającego Uniwersytetu; sekretarz lady Elnear.
- lady Elnear Lyron–taMing – wdowa po Kelwinie taMingu, zjednoczyła Centauri z ChemEnGen, kandydatka na miejsce w Radzie Bezpieczeństwa; Jule mówiła, że to Elnear jako jedyna z rodziny ją kochała.
- Daric taMing – brat Jule taMing, telekineta.
- Argentyne – dziewczyna Darica, symbiolistka (tworzy symb).
- Lazuli taMing – druga żona Charona, matka Jiro i Talithy, kuzynka Jule i Darica.
- Jiro taMing – syn Lazuli, brat Talithy.
- Talitha taMing – córka Lazuli, siostra Jiro.
- Jardan – sekretarz i przyjaciółka lady Elnear.
- Piątnik Stryger
- Martwe Oko – psychotronik, który zabiera Kota na "wycieczkę" w środek sieci.
- Charon taMing – ojciec Jule i Darica.
- Mika – wcześniej współpracownik Kota w kopalni na Popielniku; wkupił się w Rodzinę na Rynku Braków.
- Braedee
- Shander Mandragora – dziennikarz.
- Kissindra Perrymeade – koleżanka Kota z Latającego Uniwersytetu, zafascynowana jego wyglądem.
- Ezra – chłopak Kissindry.